# 上川島
上川島（じょうせんとう）は、中華人民共和国広東省江門台山市の沖合にある島。フランシスコ・ザビエルが没した島として知られる。

## 名称
西洋人からは「聖ヨハネの島」（ポルトガル語: Ilha São João, 英語: St. John's Island あるいは St John Island）と呼ばれた。
「上川島」という名称自体がポルトガル語のサン・ジョアン（São João）から来ているという説もあるが、西洋人の到達以前に「上川洲」の名で呼ばれている。このほかラテン文字表記では "Schangschwan", "Sancian", "Sanchão", "Chang-Chuang" などと記された。
清末の光緒19年（1893年）に「上川島」と改められた。

## 地理
中国本土からは14kmほど離れており、面積は137.3k㎡。川山群島の主島で、広東省最大の島である（これより大きな島としては東海島 (zh:东海岛) があったが、陸続きとなった）。西隣に下川島がある。
行政上は台山市川島鎮の管轄である。人口は1.5万人。

## 歴史
明初の洪武年間には定住者がいたという。

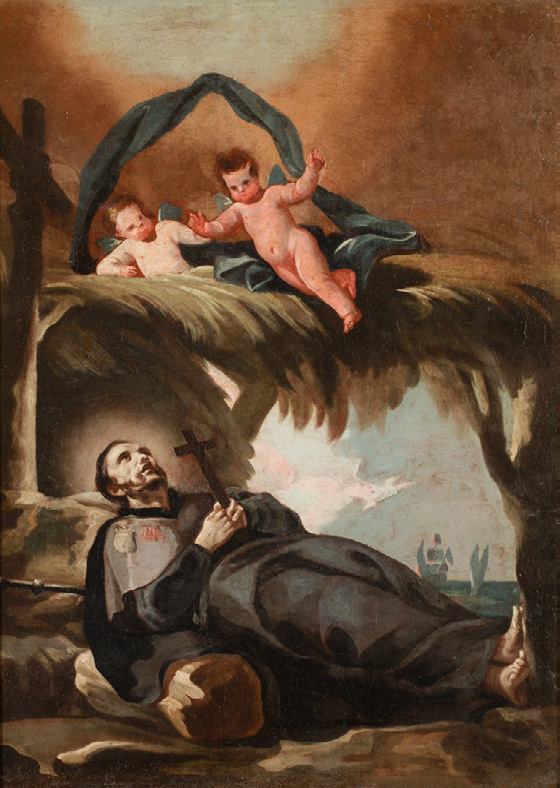
フランシスコ・デ・ゴヤ画『フランシスコ・ザビエルの死』。上川島で最期を迎えるザビエルを描く。

弘治12年（1499年）に川山群島は新会県の管轄となり「穿洲」と呼ばれ、2つの主要な島が「上川洲」「下川洲」と呼ばれるようになった。
1513年に初めてポルトガル人が中国に到達した。上川島はポルトガル人がマカオ（澳門）に定住する以前、中国沿岸で最初期に拠点とした場所の一つである。ポルトガル人が最初に築いた貿易拠点のタマン(Tamão) について、上川島に比定する説がある。
1552年9月、イエズス会士のフランシスコ・ザビエル（のちに列聖）は上川島に到着し、広州に渡る船を待っていたが、同年12月3日に島で病没した。その墓は島の北部にある大脳山の西麓にある。
ポルトガル人は1540年代末から1560年にかけ、上川島からランパカウ (Lampacau) 、次いでマカオへと拠点を移した。この時期については「ランパカウ」（浪白滘、浪白澳、浪白竈とも。ランパカオ Lampacao とも）の位置なども含め諸説がある。『台港澳大辞典』によれば、ポルトガル人は1553年に上川島を放棄したという。
清の嘉慶年間には、紅旗幇を率いた海賊の張保（張保仔）が、上川島の沙堤港を主要な基地とした。張保は瓊州海峡を扼し、東は香港から西は広州湾まで多くの島を支配したと言われる。張保が宝を埋めたという伝承地が上川島に十数か所ある。

## 経済
島の東海岸にある飛沙灘旅游区（飞沙滩旅游区）はビーチリゾートとして開発されている。
島の南部にある沙堤は、広東省三大漁港の一つとされる。